# IQhiya
iQhiya  est un collectif de jeunes artistes femmes et noires, basé au Cap et Johannesbourg, en Afrique du Sud. Leur pratique utilise un large éventail de disciplines artistiques : la performance, la vidéo, la photographie, la sculpture ainsi que d'autres médiums.

## Origine
iQhiya est un mot issu de la langue xhosa qui désigne le tissu que les femmes portent sur leur tête pour transporter les récipients d'eau. Ce terme peut signifier « puissance indissociable », ou bien un amour infini pour le collectif. À l'origine formé par Asemahle Ntonti, Bronwyn Katz, Buhlebezwe Siwani, Bonolo Kavula, Charity Kelapile, Lungiswa Gqunta, Matlhogonolo Kelapile, Sethembile Msezane, Sisipho Ngodwana, Thandiwe Msebenzi, et Thuli Gamedze.

## Actions
Le collectif iQhiya cherche à contester en Afrique du Sud le monopole des propriétaires de galeries, pour la majorité des hommes blancs, qui tend à favoriser les artistes masculins noirs, par un travail collaboratif assurant leur présence dans d'importants lieux d'art en Afrique du Sud. Le collectif a été créé en juin 2015 au Cap en réponse à la marginalisation des jeunes artistes femmes noires, formant ainsi un collectif afin d'amplifier leur voix. Il vise à créer un espace sécuritaire où les artistes peuvent partager leurs idées et concepts, et forme un réseau qui leur permet de présenter en permanence leurs œuvres en tant que collectif tout en promouvant leurs carrières individuelles. Elles cherchent à contester et transformer  les lignes institutionnelles qui, consciemment ou inconsciemment, continuent à marginaliser les voix des artistes femmes dans le monde de l'art.
Le collectif iQhiya a été lié à la théorie féministe noire qui reconnait le mouvement principal féministe comme un mouvement qui, auparavant, a eu tendance à exclure les artistes noires. Simultanément, certaines membres de iQhiya traitent dans leur travail de la question du féminisme noir et de l'importance de raconter l'histoire de femmes noires.

## Expositions
- 2017 : le collectif iQhiya a participé à la documenta 14[5]